# NGC 7252
في الفهرس العام الجديد NGC 7252 هي مجرة محدبة غريبة ناتجة عن تفاعل بين مجرتين بدأ قبل مليار سنة.تقع المجرة على مسافة تقارب 220 مليون سنة ضوئية في الجزء الجنوبي لكوكبة الدلو. وتسمى أيضا مجرة ذرات السلام (Atoms for Peace galaxy)، وهو لقب مستمد من هيكلها الحلقي المصنوع من النجوم، الذي يشبه الرسم التخطيطي لدوران الإلكترون حول نواة ذرية. يمتد الهيكل الرئيسي للمجرة لحوالي 135 ألف سنة ضوئية، والخيوط الخارجية، والتي تغطي المجرة نقريبا يبلغ عرضها 9 دقائق قوسية. وتحتوي المنطقة الوسطى للمجرة على أكثر من 500 عنقود مغلق أزرق ساطع للغاية  مما يشير إلى أن نجوم العناقيد نجوم زرقاء حديثة تشكلت ما بين 50 و 500 مليون سنة مضت.

## الإكتشاف
أكتشفت NGC 7252 من قبل وليام هيرشل في 25 أكتوبر عام 1785 .

## وصلات خارجية
- NGC 7252 على موقع ويكي سكاي: DSS2, SDSS, GALEX, IRAS, Hydrogen α, X-Ray, Astrophoto, Sky Map, Articles and images
- تصادم يخلف مجرة “ذرات للسلام”